# Morti nel 1413
| Questa pagina contiene informazioni ricavate automaticamente dalle voci biografiche con l'ausilio del template Bio e di un bot. L'aggiornamento è periodico e automatico e ricostruisce completamente la pagina. Se manca una persona in questa lista, sei pregato di non aggiungerla, ma accertati piuttosto che la sua voce biografica contenga il template Bio e che i dati anagrafici siano correttamente compilati. Se il template Bio manca, inseriscilo tu stesso o, in alternativa, metti l'avviso {{tmp\|Bio}} che ne segnala la mancanza. Se i dati riportati sono sbagliati, correggi direttamente la voce biografica; le modifiche saranno visibili in questa lista entro pochi giorni. Per chiarimenti vedi il progetto biografie. La lista contiene solo le 19 persone che sono citate nell'enciclopedia e per le quali è stato implementato correttamente il template Bio. Pagina aggiornata al 2 mag 2025. |

- 7 gennaio - Estorre Visconti, italiano (n. 1346)
- 25 gennaio - Maud de Ufford, nobildonna inglese (n. 1345)
- 14 febbraio - Konrad von Vietinghoff
- 20 marzo - Enrico IV d'Inghilterra, re (n. 1367)
- 15 giugno - Giovanni Capogallo, vescovo cattolico italiano
- 5 luglio - Musa Çelebi, principe ottomano
- 13 settembre - Ludovico Bonito, cardinale e arcivescovo cattolico italiano (n. 1350)
- 26 settembre - Stefano III di Baviera-Ingolstadt, duca (n. 1337)
- 26 dicembre - Michele Steno, politico e diplomatico italiano
- André Drouet de Dammartin, architetto e scultore francese
- Domenico Bandini, notaio e letterato italiano (n. 1335)
- Giovanna di Navarra, nobildonna (n. 1384)
- Bernat Metge, scrittore spagnolo
- Nasir al-Din Mahmud Shah Tughlaq, sultano
- Parameswara, sovrano malese (n. 1344)
- Jacopino Rangoni, condottiero e politico italiano
- Raimondo di Turenna, nobile e militare francese (n. 1352)
- Bartolomeo Serafini, religioso italiano
- Taceddin Ahmedi, poeta ottomano (n. 1334)